# Карім Ансаріфард
Карім Ансаріфард (перс. کریم انصاری‌فرد; нар. 3 квітня 1990, Ардебіль) — іранський футболіст, півзахисник клубу «Аріса» (Салоніки) та національної збірної Ірану.

## Клубна кар'єра
Народився 3 квітня 1990 року в місті Ардебіль. Почав займатися футболом 2000 року у школі «Інтер Кампус» (міжнародний проект розвитку дитячого футболу італійського «Інтернаціонале»). Згодом продовжував удосконалюватися в юнацьких командах клубів «Зоб Ахан» та «Сайпа».
У дорослому футболі дебютував 2008 року виступами за команду клубу «Сайпа», в якій провів чотири сезони, взявши участь у 123 матчах чемпіонату. Більшість часу, проведеного у складі «Сайпи», був основним гравцем команди. У складі «Сайпи» був одним з головних бомбардирів команди, маючи середню результативність на рівні 0,45 голу за гру першості.
Своєю грою за цю команду привернув увагу представників тренерського штабу клубу «Персеполіс», до складу якого приєднався 2012 року. Відіграв за тегеранську команду наступний сезон своєї ігрової кар'єри. Граючи у складі «Персеполіса» також здебільшого виходив на поле в основному складі команди.
До складу клубу «Трактор Сазі» перейшов на правах оренди 2013 року, де провів один сезон і допоміг команді стати володарем кубка Ірану, а також найкращим бомбардиром та найціннішим гравцем національного чемпіонату.
29 серпня 2014 року Ансаріфард підписав дворічний контракт з клубом іспанської Сегунди «Осасуною».
Проте вже 2015 року переїхав до Греції, спочатку півтора року грав за «Паніоніос», після чого протягом такого ж періоду захищав кольори «Олімпіакоса».
3 листопада 2018 року уклав дворічний контракт з англійським «Ноттінгем Форест», представником Чемпіонату Футбольної ліги. Утім відіграв в Англії лише один сезон, не ставши гравцем основного складу своєї нової команди.
Сезон 2019/20 відіграв за катарську команду «Аль-Сайлія», після чого повернувся до Греції, де 25 серпня 2020 року уклав трирічний контракт з клубом АЕК.

## Виступи за збірні
2005 року дебютував у складі юнацької збірної Ірану, взяв участь у 3 іграх на юнацькому рівні.
Протягом 2007—2011 років залучався до складу молодіжної збірної Ірану. На молодіжному рівні зіграв у 20 офіційних матчах, забив 10 голів.
2009 року дебютував в офіційних матчах у складі національної збірної Ірану. Наразі провів у формі головної команди країни 80 матчів, забивши 24 голи.
У складі збірної був учасником кубка Азії з футболу 2011 в Катарі. Згодом брав участь у чемпіонаті світу 2014, кубка Азії з футболу 2015, чемпіонаті світу 2018 і кубка Азії з футболу 2019 року.
| Дата       | Місто                    | Господарі            | Результат  | Гості              | Турнір                        | Голи | Примітки  |
| ---------- | ------------------------ | -------------------- | ---------- | ------------------ | ----------------------------- | ---- | --------- |
| 5-7-2009   | Габороне                 | Ботсвана             | 1 – 1      | Іран               | товариський матч              | -    |           |
| 10-11-2009 | Тегеран                  | Іран                 | 1 – 0      | Ісландія           | товариський матч              | 1    | 41'       |
| 14-11-2009 | Тегеран                  | Іран                 | 1 – 0      | Йорданія           | Відбір до Кубка Азії 2011     | -    | 73'       |
| 18-11-2009 | Тегеран                  | Іран                 | 1 – 1      | Північна Македонія | товариський матч              | -    | 76'       |
| 22-11-2009 | Амман                    | Йорданія             | 1 – 0      | Іран               | Відбір до Кубка Азії 2011     | -    | 85'       |
| 30-12-2009 | Доха                     | Іран                 | 1 – 1      | Малі               | товариський матч              | 1    |           |
| 2-1-2010   | Доха                     | Північна Корея       | 0 – 1      | Іран               | товариський матч              | -    | 48' 69'   |
| 6-1-2010   | Сінгапур                 | Сінгапур             | 1 – 3      | Іран               | Відбір до Кубка Азії 2011     | -    | 70'       |
| 3-3-2010   | Тегеран                  | Іран                 | 1 – 0      | Таїланд            | Відбір до Кубка Азії 2011     | -    | 64' 74'   |
| 11-8-2010  | Єреван                   | Вірменія             | 1 – 3      | Іран               | товариський матч              | -    | 74'       |
| 3-9-2010   | Чженчжоу                 | КНР                  | 0 – 2      | Іран               | товариський матч              | -    | 69' 90'   |
| 7-9-2010   | Сеул                     | Південна Корея       | 0 – 1      | Іран               | товариський матч              | -    | 36'       |
| 28-9-2010  | Маскат                   | Оман                 | 2 – 2      | Іран               | Чемпіонат Західної Азії 2010  | -    | 54'       |
| 7-10-2010  | Абу-Дабі                 | Іран                 | 0 – 3      | Бразилія           | товариський матч              | -    | 54'       |
| 2-1-2011   | Тегеран                  | Іран                 | 1 – 0      | Ангола             | товариський матч              | -    | 46'       |
| 11-1-2011  | Ер-Райян (муніципалітет) | Ірак                 | 1 – 2      | Іран               | Кубок Азії 2011 - 1-й етап    | -    | 83'       |
| 15-1-2011  | Доха                     | Іран                 | 1 – 0      | Північна Корея     | Кубок Азії 2011 - 1-й етап    | 1    | 28' 90+1' |
| 22-1-2011  | Доха                     | Іран                 | 0 – 1 д.ч. | Південна Корея     | Кубок Азії 2011 - чвертьфінал | -    | 74'       |
| 17-7-2011  | Тегеран                  | Іран                 | 1 – 0      | Мадагаскар         | товариський матч              | -    |           |
| 23-7-2011  | Тегеран                  | Іран                 | 4 – 0      | Мальдіви           | Відбір до ЧС 2014             | 1    | 4'        |
| 28-7-2011  | Мале                     | Мальдіви             | 0 – 1      | Іран               | Відбір до ЧС 2014             | -    | 77'       |
| 6-9-2011   | Доха                     | Катар                | 1 – 1      | Іран               | Відбір до ЧС 2014             | -    |           |
| 5-10-2011  | Тегеран                  | Іран                 | 7 – 0      | Палестина          | товариський матч              | 1    | 46'       |
| 11-11-2011 | Манама                   | Бахрейн              | 1 – 1      | Іран               | Відбір до ЧС 2014             | -    | 60'       |
| 23-2-2012  | Дубай (місто)            | Іран                 | 2 – 2      | Йорданія           | товариський матч              | -    |           |
| 29-2-2012  | Тегеран                  | Іран                 | 2 – 2      | Катар              | Відбір до ЧС 2014             | -    | 72'       |
| 18-4-2012  | Тегеран                  | Іран                 | 2 – 0      | Мавританія         | товариський матч              | 1    |           |
| 27-5-2012  | Стамбул                  | Албанія              | 1 – 0      | Іран               | товариський матч              | -    | 53' 67'   |
| 3-6-2012   | Ташкент                  | Узбекистан           | 0 – 1      | Іран               | Відбір до ЧС 2014             | -    | 76'       |
| 12-6-2012  | Тегеран                  | Іран                 | 0 – 0      | Катар              | Відбір до ЧС 2014             | -    | 46'       |
| 15-8-2012  | Туніс (місто)            | Туніс                | 2 – 2      | Іран               | товариський матч              | -    |           |
| 5-9-2012   | Амман                    | Іран                 | 0 – 0      | Йорданія           | товариський матч              | -    | 46'       |
| 11-9-2012  | Бейрут                   | Ліван                | 1 – 0      | Іран               | Відбір до ЧС 2014             | -    | 46'       |
| 14-11-2012 | Тегеран                  | Іран                 | 0 – 1      | Узбекистан         | Відбір до ЧС 2014             | -    | 46'       |
| 22-5-2013  | Маскат                   | Оман                 | 3 – 1      | Іран               | товариський матч              | -    | 46'       |
| 15-10-2013 | Тегеран                  | Іран                 | 2 – 1      | Таїланд            | Відбір до Кубка Азії 2015     | -    | 66'       |
| 15-11-2013 | Бангкок                  | Таїланд              | 0 – 3      | Іран               | Відбір до Кубка Азії 2015     | -    | 83'       |
| 3-3-2014   | Кередж                   | Іран                 | 3 – 2      | Кувейт             | товариський матч              | 1    | 67'       |
| 5-3-2014   | Тегеран                  | Іран                 | 1 – 2      | Гвінея             | товариський матч              | -    | 86'       |
| 18-5-2014  | Мінськ                   | Білорусь             | 0 – 0      | Іран               | товариський матч              | -    | 81'       |
| 30-5-2014  | Конакрі                  | Ангола               | 1 – 1      | Іран               | товариський матч              | 1    | 71'       |
| 8-6-2014   | Сан-Паулу                | Іран                 | 2 – 0      | Тринідад і Тобаго  | товариський матч              | -    | 80'       |
| 25-6-2014  | Сальвадор                | Боснія і Герцеговина | 3 – 1      | Іран               | ЧС 2014 - 1-й етап            | -    | 69'       |
| 4-1-2015   | Вуллонгонг               | Ірак                 | 0 – 1      | Іран               | товариський матч              | -    | 75'       |
| 26-3-2015  | Санкт-Пельтен            | Іран                 | 2 – 0      | Чилі               | товариський матч              | -    | 74'       |
| 31-3-2015  | Стокгольм                | Швеція               | 3 – 1      | Іран               | товариський матч              | -    | 88'       |
| 17-11-2015 | Дедедо                   | Гуам                 | 0 – 6      | Іран               | Відбір до ЧС 2018             | 1    |           |
| 24-3-2016  | Тегеран                  | Іран                 | 4 – 0      | Індія              | Відбір до ЧС 2018             | -    | 66'       |
| 29-3-2016  | Тегеран                  | Іран                 | 2 – 0      | Оман               | Відбір до ЧС 2018             | -    | 62'       |
| 2-6-2016   | Скоп'є                   | Північна Македонія   | 1 – 3      | Іран               | товариський матч              | -    | 65' 69'   |
| 7-6-2016   | Тегеран                  | Іран                 | 6 – 0      | Киргизстан         | товариський матч              | 2    |           |
| 1-9-2016   | Тегеран                  | Іран                 | 2 – 0      | Катар              | Відбір до ЧС 2018             | -    | 84'       |
| 11-11-2016 | Шах-Алам                 | Папуа Нова Гвінея    | 1 – 8      | Іран               | товариський матч              | 2    | }         |
| 15-11-2016 | Неґері-Сембілан          | Сирія                | 0 – 0      | Іран               | Відбір до ЧС 2018             | -    |           |
| 23-3-2017  | Доха                     | Катар                | 0 – 1      | Іран               | Відбір до ЧС 2018             | -    | 71'       |
| 4-6-2017   | Подгориця                | Чорногорія           | 1 – 2      | Іран               | товариський матч              | -    | 46'       |
| 5-10-2017  | Тегеран                  | Іран                 | 2 – 0      | Того               | товариський матч              | 2    |           |
| 9-11-2017  | Грац                     | Іран                 | 2 – 1      | Панама             | товариський матч              | -    |           |
| 23-3-2018  | Радес                    | Туніс                | 1 – 0      | Іран               | товариський матч              | -    | 76'       |
| 27-3-2018  | Грац                     | Іран                 | 2 – 1      | Алжир              | товариський матч              | -    | 70'       |
| 18-5-2018  | Тегеран                  | Іран                 | 1 – 0      | Узбекистан         | товариський матч              | -    | 68'       |
| 28-5-2018  | Грац                     | Туреччина            | 2 – 1      | Іран               | товариський матч              | -    | 71'       |
| 8-6-2018   | Москва                   | Іран                 | 1 – 0      | Литва              | товариський матч              | 1    | 46'       |
| 15-6-2018  | Санкт-Петербург          | Марокко              | 0 – 1      | Іран               | ЧС 2018 - 1-й етап            | -    | 90+2'     |
| 20-6-2018  | Казань                   | Іран                 | 0 – 1      | Іспанія            | ЧС 2018 - 1-й етап            | -    | 74'       |
| 25-6-2018  | Саранськ                 | Іран                 | 1 – 1      | Португалія         | ЧС 2018 - 1-й етап            | 1    | 75'       |
| 11-9-2018  | Ташкент                  | Узбекистан           | 0 – 1      | Іран               | товариський матч              | -    | 64'       |
| 16-10-2018 | Тегеран                  | Іран                 | 2 – 1      | Болівія            | товариський матч              | -    | 46'       |
| 15-11-2018 | Тегеран                  | Іран                 | 1 – 0      | Тринідад і Тобаго  | товариський матч              | 1    | 77'       |
| 20-11-2018 | Доха                     | Іран                 | 1 – 1      | Венесуела          | товариський матч              | -    | 66' 83'   |
| 31-12-2018 | Доха                     | Катар                | 1 – 2      | Іран               | товариський матч              | -    | 50'       |
| 7-1-2019   | Абу-Дабі                 | Іран                 | 5 – 0      | Ємен               | Кубок Азії 2019 - 1-й етап    | -    | 71'       |
| 12-1-2019  | Абу-Дабі                 | В'єтнам              | 0 – 2      | Іран               | Кубок Азії 2019 - 1-й етап    | -    | 79'       |
| 24-1-2019  | Абу-Дабі                 | КНР                  | 0 – 3      | Іран               | Кубок Азії 2019 - чвертьфінал | 1    | 86'       |
| 28-1-2019  | Аль-Айн                  | Іран                 | 0 – 3      | Японія             | Кубок Азії 2019 - півфінал    | -    | 58'       |
| 6-6-2019   | Доха                     | Іран                 | 5 – 0      | Сирія              | товариський матч              | -    | 80'       |
| 11-6-2019  | Сеул                     | Південна Корея       | 1 – 1      | Іран               | товариський матч              | -    | 80'       |
| 10-9-2019  | Гонконг                  | Гонконг              | 0 – 2      | Іран               | Відбір до ЧС 2022             | 1    |           |
| 10-10-2019 | Тегеран                  | Іран                 | 14 – 0     | Камбоджа           | Відбір до ЧС 2022             | 4    |           |
| 15-10-2019 | Ріффа                    | Бахрейн              | 1 – 0      | Іран               | Відбір до ЧС 2022             | -    | 71'       |
| Усього     |                          | Матчів               | 80         |                    | Голів (6 місце)               | 24   |           |

## Досягнення

### Командні
- Володар Кубка Ірану: 2013/14
- Володар Кубка Кіпру: 2022/23

### Особисті
- Спортсмен року в Ірані: (1) 2011
- Найкращий бомбардир Чемпіонату Ірану: (2) 2011/12 (21 м'яч), 2013/14 (14 м'ячів)
- Найкращий гравець Чемпіонату Ірану за системою гол+пас: (1) 2011/12 (21+5)
- Найцінніший гравець Кубка Ірану: (1) 2013/14